# 유진찬
유진찬(兪鎭贊, 1866년 8월 14일 ~ 1947년 3월 6일)은 조선과 대한제국, 일제강점기의 유학자이다.

## 생애
서울특별시 종로구 종로6가에서 태어났다. 1891년 사헌부 지평, 1894년 내무아문 참의로 임명되었고 1895년 내각총리대신 비서관 겸 내각 참서관, 1900년 비서원승으로 임명되었다.
1904년 대한제국 외부교섭국장(칙임관 4등)으로 임명되었고 1905년부터 1907년까지 경상북도 상주군수(1905년 10월 10일 ~ 1905년 10월 18일)와 선산군수(1905년 10월 18일 ~ 1906년 4월 10일), 전라남도 영광군수(1906년 8월 2일 ~ 1907년 4월 25일)를 지냈다.
1928년부터 1939년까지 조선총독부 중추원 조사과 촉탁으로 일했고 1929년 9월 7일부터 1943년 4월 26일 조선총독부 직속기구인 경학원 부제학으로 일했다. 1937년 12월 중일 전쟁을 찬양하고 일본군의 승리를 기원하는 내용을 담은 한시를 지었으며 1938년 2월 5일 명륜학원 강사로 임명되었다. 1939년 조선유도연합회에 참여했고 1941년 조선임전보국단 발기인으로 참여했다.
민족문제연구소의 친일인명사전 수록자 명단의 종교 부문과 친일반민족행위진상규명위원회가 발표한 친일반민족행위 705인 명단에 포함되었다.

## 참고자료
- 친일반민족행위진상규명위원회 (2009). 〈유진찬〉. 《친일반민족행위진상규명 보고서 Ⅳ-10》. 서울. 817~831쪽.